# Alopecoenas ferrugineus
Gallicolumba ferruginea е изчезнал вид птица от семейство Гълъбови (Columbidae). Обитавал е Вануату.

## Разпространение
Видът е разпространен във Вануату.